# Friedrich Ernst Dorn
Friedrich Ernst Dorn (27. července 1848 Dobre Miasto, dnes Polsko – 16. prosince 1916 Halle) byl německý fyzik, který roku 1900 objevil chemický prvek radon. Objevu dosáhl při studiu vlastností radia; původně pro objevený prvek použil název niton.